# Municipio de King (Arkansas)
El municipio de King (en inglés: King Township) es un municipio ubicado en el condado de Johnson en el estado estadounidense de Arkansas. En el año 2010 tenía una población de 1227 habitantes y una densidad poblacional de 19,12 personas por km².

## Geografía
El municipio de King se encuentra ubicado en las coordenadas 35°32′13″N 93°30′42″O / 35.53694, -93.51167. Según la Oficina del Censo de los Estados Unidos, el municipio tiene una superficie total de 64.18 km², de la cual 63,82 km² corresponden a tierra firme y (0,56 %) 0,36 km² es agua.

## Demografía
Según el censo de 2010, había 1227 personas residiendo en el municipio de King. La densidad de población era de 19,12 hab./km². De los 1227 habitantes, el municipio de King estaba compuesto por el 94,38 % blancos, el 0,9 % eran amerindios, el 0,08 % eran asiáticos, el 3,34 % eran de otras razas y el 1,3 % eran de una mezcla de razas. Del total de la población el 4,73 % eran hispanos o latinos de cualquier raza.